# Panchylissus nigriventris
Panchylissus nigriventris là một loài bọ cánh cứng trong họ Cerambycidae.